# VR Bank Lausitz
Die VR Bank Lausitz eG ist eine deutsche Genossenschaftsbank mit Sitz in Cottbus.

## Geschichte
Die heutige VR Bank Lausitz eG entstand im Jahr 2003 aus der Fusion der Volks- und Raiffeisenbank Cottbus eG mit der NL Bank Volks- und Raiffeisenbank eG Finsterwalde mit dem Sitz in Finsterwalde und ist die größte Volks- und Raiffeisenbank im Süden Brandenburgs.
Die NL Bank Volks- und Raiffeisenbank eG Finsterwalde fusionierte im Jahr 1998 mit der Volksbank Herzberg e.G. mit dem Sitz in Herzberg und entstand im Jahr 1994 durch die Fusion der Raiffeisenbank Finsterwalde eG mit der Raiffeisenbank Luckau eG mit dem Sitz in Luckau.
Die Volks- und Raiffeisenbank Cottbus e.G. fusionierte im Jahr 1994 mit der Volksbank Senftenberg e.G. mit dem Sitz in Senftenberg.

## Geschäftsausrichtung
Die VR Bank Lausitz eG betreibt das Universalbankgeschäft. Im Verbundgeschäft arbeitet sie mit der DZ Bank, R+V Versicherung, Bausparkasse Schwäbisch Hall, Teambank, VR Leasing, DZ Hyp und der Union Investment zusammen.

## Engagement
Die VR Bank Lausitz eG ist als Genossenschaftsbank regional tätig. Im Rahmen des sozialen Engagements unterstützt und fördert die Bank  Projekte im Geschäftsgebiet.
Im Jahr 2014 beteiligte sich die Bank am zum siebten Mal ausgetragenen Projekt Fair bringt mehr!. Unter Schirmherrschaft des brandenburgischen Ministerpräsidenten Dietmar Woidke unterstützen die Volks- und Raiffeisenbanken in Brandenburg die besten Beiträge und Ideen zur Gewaltprävention. 5500 Kinder und Jugendliche beteiligten sich mit 95 Projekten. Zudem ruft die VR Bank Lausitz eG jährlich zur Teilnahme an den 52 Erfolgswochen auf. Dabei können sich Vereine mit ihren Vorhaben und Projekten um die Zweckerträge aus dem Gewinnsparen bewerben. Wöchentlich wird, nach Feststellung der Empfänger, ein Verein mit einer finanziellen Unterstützung bedacht. Hiermit wird die gemeinnützige und ehrenamtliche Tätigkeit von Vereinen in der Region unterstützt.

## Geschäftsgebiet
Das Geschäftsgebiet befindet sich im Süden/Südosten Brandenburgs und erstreckt sich von Baruth bis Ruhland (Nord-Süd-Ausdehnung) bzw. Herzberg bis Cottbus (West-Ost-Ausdehnung) über erstreckt sich über fünf Landkreise und die kreisfreie Stadt Cottbus.